# Tischtennisweltmeisterschaft 1999
Die 45. Tischtennisweltmeisterschaft für Einzelwettkämpfe fand vom 2. bis zum 8. August 1999 in Eindhoven (Niederlande) im Indoor Sportcentrum statt.

## Überblick
Insgesamt 652 Aktive traten an. Etwa 14.000 Zuschauer sahen in allen fünf Wettbewerben Endspiele, an denen ausschließlich Chinesen teilnahmen. Alle fünf Gold- und Silbermedaillen sowie vier Bronzemedaillen wurden von China gewonnen. Von den Europäern erreichten lediglich Schlager und Waldner im Einzel sowie Primorac/Samsonow im Doppel das Halbfinale.

## Vorgeschichte
Es wurden nur die Einzelwettbewerbe durchgeführt. Die zugehörigen Mannschaftskämpfe wurden erst im Jahr 2000 in Kuala Lumpur ausgetragen. Dies war politisch bedingt: Nachdem der Deutsche Tischtennis-Bund DTTB 1993 auf die Option zur Austragung verzichtet hatte, war ursprünglich die TT-Weltmeisterschaft in Belgrad (Jugoslawien) geplant. Wegen des Kosovokrieges wurde diese Veranstaltung aber abgesagt. In der Kürze der Zeit organisierte man um und ließ die Einzel-Weltmeisterschaft 1999 in Eindhoven und die Mannschafts-Weltmeisterschaft 2000 in Kuala Lumpur stattfinden. Daher erklärt sich auch die ungewöhnliche Austragungszeit im August.

## Spielsystem
Die Einzeltitel werden in einem Hauptturnier bestehend aus 128 Teilnehmern im K.-o.-System ausgespielt. Ein Spiel besteht aus drei Gewinnsätzen. Entsprechend der Platzierung in der ITTF-Weltrangliste sind 32 Spieler automatisch für das Hauptturnier qualifiziert. Weitere 48 Herren bzw. 64 bis 70 Damen werden dem Hauptturnier zugelost. Die restlichen Teilnehmer müssen in vorgeschalteten Qualifikationsgruppen um die Teilnahme im Hauptturnier kämpfen. Jede Qualifikationsgruppe besteht aus maximal vier Aktiven, die im Kampf Jeder gegen Jeden in jeweils zwei Gewinnsätzen Platz 1 ausspielen.
Im Doppel besteht das Hauptturnier aus 64, im Mixed aus 128 Paaren. Bis einschließlich des Viertelfinales werden zwei Gewinnsätze ausgetragen, danach drei Gewinnsätze.
Jeder Verband kann je fünf Damen und Herren melden. Zusätzlich sind die ersten zehn der Weltrangliste startberechtigt. Diese Regelung ermöglichte es dem DTTB, sieben Damen zu melden, da Jing Tian-Zörner Platz 4 und Qianhong Gotsch Platz 5 in der Weltrangliste einnahmen.

## Abschneiden der Deutschen

### Herreneinzel
Am weitesten kam Timo Boll. Er besiegte Segun Toriola (Nigeria) und Patrick Chila (Frankreich). In der dritten Runde – hier spielten 32 Aktive – schied er durch die Niederlage gegen den Koreaner Kim Taek-soo aus.
Für die restlichen deutschen Herren war in Runde 2 Endstation.
Torben Wosik musste durch die Qualifikationsrunden. Hier gewann er gegen Raphael Keller (Schweiz) und Mirza Hadzijahic (Bosnien und Herzegowina). In der Hauptrunde siegte er zunächst gegen den Japaner Toshio Tasaki und verlor dann gegen Matthew Syed (England).
Jörg Roßkopf konnte sich wegen einer Verletzung im Vorfeld nur unzureichend auf die WM vorbereiten. Dem Sieg gegen Bohumil Vozicky (CZE) folgte die Niederlage gegen Dmitri Masunow (RUS).
Auch Steffen Fetzners WM-Vorbereitung litt unter einer Verletzung im Vorfeld. Er gewann gegen Chen Sung (Niederlande) und verlor dann gegen Damien Éloi (Frankreich).

### Dameneinzel
Am besten schnitt Jing Tian-Zörner ab, die sich gegen Aida Steşenko (Turkmenistan), Elena Kovtun (Ukraine), Ai Sakata (Japan) und Csilla Bátorfi (Ungarn) durchsetzte und erst im Viertelfinale von Ryu Ji-hae (Korea) bezwungen wurde.
Jie Schöpp besiegte Helena Halas (Slowenien) und Eldijana Aganovic (Kroatien) und verlor in Runde 3 gegen Cheng Hongxia (China).
Olga Nemes schied bereits in Runde 2 aus nach einem Sieg über Paulina Joanna Narkiewicz (Polen) und der Niederlage gegen Sun Jin (Hongkong).
Genauso weit kam Elke Schall, die gegen Chan San (Malta) gewann und gegen Anne Boileau (Frankreich) verlor.
Nicole Struse besiegte Kuburat Owolabi (England) und unterlag danach Mihaela Steff (Rumänien).
Die Debütantin Katrin Meyerhöfer musste zunächst in der Qualifikationsrunde antreten, wo sie durch Siege über Catherine Ann Davies (Wales) und Michelle Do (USA) weiterkam. In der Hauptrunde war dann gegen Kim Moo-kyo (Korea) Endstation.

### Herrendoppel
Am erfolgreichsten waren Roßkopf/Fetzner. Sie erreichten das Achtelfinale. Sie begannen in Runde 2 und besiegten zunächst Ivan Juzbasic/Roko Tošić (Kroatien) und Nicolas Chatelain/Michel Martinez (Frankreich), verloren dann aber gegen Chiang Peng-Lung/Chang Yuan Su (Taiwan).
Runde 3 erreichten Peter Franz/Torben Wosik nach Siegen über Michał Dziubański/ Marcin Kusinski (Polen) und Alisher Kamilov/Russian Susherov (Usbekistan). Hier unterlagen sie den Japanern Kōji Matsushita/Hiroshi Shibutani.
Genauso weit brachten es Timo Boll/Alexei Smirnow (RUS) nach Siegen über Massimiliano Mondello/Yang Min (Italien) und El-sayed Lashin/Ashraf Sobhy (Ägypten), als sie gegen Zoran Primorac/Wladimir Samsonow (Belarus) ausschieden.

### Damendoppel
Hier kamen Qianhong Gotsch/Jie Schöpp bis ins Achtelfinale. Beginnend in Runde 2 schalteten sie Tawny Ai Banh Thua/Lily Yip (USA) und Sarit Hose/Marina Kravchenko (Israel) aus. Gegen Geng Lijuan/Suk Eun-mi (China/Korea) war dann Endstation.
Schall/Struse kamen gegen Nicola Bentley/Catherine Ann Davies (Schottland/Wales) weiter, um dann gegen die Luxemburgerinnen Ni Xialian/Peggy Regenwetter zu verlieren.
Olga Nemes/Georgeta Olaru (Rumänien) scheiterten sofort an Kim Hyon-hui/Kim Yang Mi (Nordkorea).
Katrin Meyerhöfer/Jing Tian-Zörner mussten als einzige in Runde 1 beginnen. Hier setzten sie sich gegen Dusanka Matovic/Rumenka Krasteva (Mazedonien) durch, unterlagen danach jedoch gegen Park Hae-jung/Kim Moo-kyo (Korea).

### Mixed
Es traten sieben gemischte Doppel mit deutscher Beteiligung an.
Boll/Struse waren mit dem Erreichen des Achtelfinales am erfolgreichsten. Sie schalteten Thiago Farias Monte Monteiro/Ligia Silva Santos (Brasilien), Yongxiang David Zhuang/Gao Jun (USA) und Zoran Primorac/Tamara Boroš (Kroatien). Danach waren Tan Ruiwu/Zhang Yining (China) zu stark.
Wosik/Schall siegten gegen Adam Michael Robertson/Bethan Deborah Daunton (Wales), Jauhenij Schtschazinin (Belarus) und verloren gegen Yan Sen/Zhang Hui (China).
Matthew Syed (England)/Qianhong Gotsch besiegten Eric Owens/Jun Amy Feng (USA) und Daniel Wintersdorff/Peggy Regenwetter (Luxemburg) und unterlagen danach Ma Lin/Zhang Yingying (China).
Ebenso weit kamen Ntaniel Tsiokas (Griechenland)/Jie Schöpp nach Siegen über Michel Martinez/Agathe Costes (Frankreich) und Alexei Smirnow/Galina Melnik (Russland) sowie der Niederlage gegen Feng Zhe/Sun Jin (China).
Istvan Moldovan (Norwegen)/Nemes schalteten Pasi Valasti/Marloes de Smet (Finnland/Niederlande) aus, dann waren aber Leung Chu Yan/Song Ah Sim (Hongkong) zu stark.
Liu Song (Argentinien)/Jing Tian-Zörner kamen durch einen Sieg über Agon Saiti/Rumenka Krasteva (Mazedonien) eine Runde weiter, wurden dann aber von Zoran Primorac/Tamara Boroš gestoppt.
Mika Räsänen (Finnland)/Katrin Meyerhöfer setzten sich in der 1. Runde (= Qualifikationsrunde) gegen Ganeshan Veerasamy Descann/Devina Dookhee (Mauritius) durch. Danach schieden sie gegen Allan Bentsen/Pernilla Pettersson (Dänemark/Schweden) aus.

## Politik
Die niederländische Regierung verweigerte den jugoslawischen Aktiven wegen des Krieges in Jugoslawien das Visum. Lediglich Slobodan Grujić konnte wegen des Schengener Abkommens einreisen, da er in Deutschland wohnte.

## ITTF Kongress
Der ITTF Kongress behandelte folgende Anträge der Mitglieder:
- Einführung des Timeout: In jedem Spiel darf eine Partei eine Auszeit von 1 Minute nehmen. Dabei darf ein Coach die Spieler beraten. Diese Regelung gilt ab 1. September 1999 für internationale Wettkämpfe.
- Zeitspiel: Zeitspiel setzt auch dann ein, wenn ein Satz nach 15 Minuten den Stand von 19:19 oder später erreicht hat. Allerdings wird dieser Satz „normal“ zu Ende gespielt, der nächste Satz wird im Zeitspielmodus fortgesetzt.
- Tischtennisball: Der Antrag, den Ball auf 40 mm Durchmesser zu vergrößern, scheiterte knapp an der erforderlichen Zweidrittelmehrheit.

Der Deutsche Hans Gieseke wurde als Vizepräsident der Finanzen abgewählt. Sein Nachfolger wurde Pierre Alberini aus Frankreich.

## Wissenswertes
- 100 Schiedsrichter waren im Einsatz, davon sechs deutsche. Das Damenendspiel wurde von den deutschen Schiedsrichtern Richard Kettemer (Elfershausen) und Klemens Rang (Hanau) geleitet.
- Ma Lin erhielt den Fairnesspreis. Er hatte im Halbfinale gegen Waldner eine Schiedsrichterentscheidung zu seinen Ungunsten korrigiert und einen Kantenball zugegeben.
- Die Neuseeländerin Li Chunli versäumte ihr Spiel gegen Yang Ying (China), weil sie irrtümlich glaubte, das Match fände erst am nächsten Tag statt.

## Philatelie
Absenderfreistempel in roter Farbe wurden in Eindhoven und Zoetermeer mit Werbung für die Weltmeisterschaft eingesetzt.
Ausgaben zur geplanten Weltmeisterschaft 1999 in Belgrad:
Die jugoslawische Post gab am 9. April 1999 zwei Postwertzeichen (Michel-Katalog Nr. 2908–2909) in Kleinbogen zu 8 Marken und ein Zierfeld aus. Dazu gab es einen Ersttagssonderstempel von Belgrad und einen Ganzsachenumschlag mit der Abbildung der Belgrad Arena im Wertstempel.
Die Republika Srpska gab am 19. April 1999 zwei Postwertzeichen (Michel-Katalog Nr. 123–124) in Kleinbogen zu 8 Marken und ein Zierfeld aus. Dazu gab es einen Ersttagssonderstempel von Banja Luka.
Von Nordkorea erschien am 26. April 1999 ein Postwertzeichen in gezähnter und geschnittener Ausführung (Michel-Katalog Nr. 4149). Dazu gab es einen Ersttagssonderstempel und ein Markenheftchen.

## Ergebnisse
Folgende Deutsche nahmen teil:
- Herren: Timo Boll, Steffen Fetzner, Peter Franz, Jörg Roßkopf, Torben Wosik
- Damen: Qianhong Gotsch, Katrin Meyerhöfer, Olga Nemes, Elke Schall, Jie Schöpp, Nicole Struse, Jing Tian-Zörner

| Wettbewerb        | Rang | Sieger                                       |
| ----------------- | ---- | -------------------------------------------- |
| Mannschaft Herren | 1.   | entfällt                                     |
| Mannschaft Damen  | 1.   | entfällt                                     |
| Herren Einzel     | 1.   | Liu Guoliang – CHN                           |
| Herren Einzel     | 2.   | Ma Lin – CHN                                 |
| Herren Einzel     | 3.   | Werner Schlager – AUT                        |
| Herren Einzel     | 3.   | Jan-Ove Waldner -SWE                         |
| Damen Einzel      | 1.   | Wang Nan – CHN                               |
| Damen Einzel      | 2.   | Zhang Yining – CHN                           |
| Damen Einzel      | 3.   | Ryu Ji-hae – KOR                             |
| Damen Einzel      | 3.   | Li Nan – CHN                                 |
| Herren Doppel     | 1.   | Kong Linghui/Liu Guoliang – CHN              |
| Herren Doppel     | 2.   | Wang Liqin/Yan Sen – CHN                     |
| Herren Doppel     | 3.   | Zoran Primorac – CRO/Wladimir Samsonow – BLR |
| Herren Doppel     | 3.   | Park Sang-joon/Kim Taek-soo – KOR            |
| Damen Doppel      | 1.   | Wang Nan/Li Ju – CHN                         |
| Damen Doppel      | 2.   | Sun Jin/Yang Ying – CHN                      |
| Damen Doppel      | 3.   | Zhang Yining/Zhang Yingying – CHN            |
| Damen Doppel      | 3.   | Park Hae-jung/Kim Moo-kyo – KOR              |
| Mixed             | 1.   | Ma Lin/Zhang Yingying – CHN                  |
| Mixed             | 2.   | Feng Zhe/Sun Jin – CHN                       |
| Mixed             | 3.   | Wang Liqin/Wang Nan – CHN                    |
| Mixed             | 3.   | Qin Zhijian/Yang Ying – CHN                  |

## Medaillenspiegel
| Rang  | Land                | Gold | Silber | Bronze | Gesamt |
| ----- | ------------------- | ---- | ------ | ------ | ------ |
| 1     | Volksrepublik China | 5    | 5      | 4      | 14     |
| 2     | Südkorea            | 0    | 0      | 3      | 3      |
| 3     | Österreich          | 0    | 0      | 1      | 1      |
| 3     | Schweden            | 0    | 0      | 1      | 1      |
| 5     | Kroatien            | 0    | 0      | 0,5    | 0,5    |
| 6     | Belarus             | 0    | 0      | 0,5    | 0,5    |
| Total | Total               | 5    | 5      | 10     | 20     |